# چن پائو-پی
چن پائو-پی (انگلیسی: Chen Pao-pei؛ زادهٔ ) یک بازیکن تنیس روی میز است. 
وی در مسابقات کشوری و بین‌المللی در مجموع برنده ۳ مدال طلا، ۱ مدال نقره شده‌است.